# Teoria della matrice S
La teoria della matrice S era una proposta per sostituire la teoria quantistica dei campi locale come principio di base della fisica delle particelle elementari.
Essa ha evitato la nozione di spazio e tempo sostituendola con proprietà matematiche astratte della matrice S. Nella teoria della matrice S, la matrice S mette in relazione il passato infinito con il futuro infinito in un unico passaggio, senza essere scomponibile in passaggi intermedi corrispondenti a intervalli di tempo.
Questo programma è stato molto influente negli anni '60, perché era un plausibile sostituto della teoria quantistica dei campi, che era afflitta dal fenomeno dell'interazione zero all'accoppiamento forte. Applicato alla forte interazione, ha portato allo sviluppo della teoria delle stringhe.
La teoria della matrice S è stata in gran parte abbandonata dai fisici negli anni '70, poiché è stato riconosciuto che la cromodinamica quantistica risolve i problemi delle interazioni forti nell'ambito della teoria dei campi. Ma sotto le spoglie della teoria delle stringhe, la teoria della matrice S è ancora un approccio popolare al problema della gravità quantistica.
La teoria della matrice S è correlata al principio olografico e alla corrispondenza AdS/CFT da un limite di spazio piatto. L'analogo delle relazioni della matrice S nello spazio AdS come teoria di confine.
L'eredità più duratura della teoria è la teoria delle stringhe. Altri risultati notevoli sono il limite di Froissart e la previsione del pomeron.

## Storia
La teoria della matrice S fu proposta come principio delle interazioni tra particelle da Werner Heisenberg nel 1943, seguito all'introduzione della matrice S nel 1937 da parte di John Archibald Wheeler.
È stato sviluppato pesantemente da Geoffrey Chew, Steven Frautschi, Stanley Mandelstam, Vladimir Gribov e Tullio Regge. Alcuni aspetti della teoria furono promossi da Lev Landau nell'Unione Sovietica e da Murray Gell-Mann negli Stati Uniti.

## Principi di base
I principi di base sono:
1. Relatività: la matrice S è una rappresentazione del gruppo di Poincaré;
2. Unitarietà: {\displaystyle SS^{\dagger }=1};
3. Analiticità: relazioni integrali e condizioni di singolarità.

I principi di base dell'analiticità furono anche chiamati analiticità del primo tipo e non furono mai enumerati completamente, ma includono:
1. Crossing: Le ampiezze per lo scattering delle antiparticelle sono la continuazione analitica delle ampiezze di scattering delle particelle.
2. Relazioni di dispersione: i valori della matrice S possono essere calcolati da integrali su variabili energetiche interne della parte immaginaria degli stessi valori.
3. Condizioni di causalità: le singolarità della matrice S possono verificarsi solo in modi che non consentono al futuro di influenzare il passato (motivato dalle relazioni Kramers-Kronig).
4. Principio di Landau : ogni singolarità della matrice S corrisponde alle soglie di produzione delle particelle fisiche.[4][5]

Questi principi dovevano sostituire la nozione di causalità microscopica nella teoria dei campi, l'idea che gli operatori di campo esistano in ogni punto dello spaziotempo e che gli operatori separati simili allo spazio si commutino tra loro.

## Modelli bootstrap
I principi di base erano troppo generali per essere applicati direttamente, perché sono soddisfatti automaticamente da qualsiasi teoria dei campi. Quindi, per applicarsi al mondo reale, sono stati aggiunti ulteriori principi.
La modalità fenomenologica in cui ciò è stato fatto è stato quello di prendere i dati sperimentali e di utilizzare le relazioni di dispersione per calcolare nuovi limiti. Ciò ha portato alla scoperta di alcune particelle e alla corretta parametrizzazione delle interazioni di pioni e nucleoni.
Questo percorso è stato in gran parte abbandonato, perché le equazioni risultanti, prive di qualsiasi interpretazione spazio-temporale, erano molto difficili da capire e risolvere.

## Teoria di Regge
Il principio alla base dell'ipotesi della teoria di Regge (chiamata anche analiticità del secondo tipo o principio di bootstrap) è che tutte le particelle fortemente interagenti giacciono su traiettorie di Regge. Questo è stato considerato il segno definitivo che tutti gli adroni non siano particelle composite, ma all'interno della teoria della matrice S, non si pensa che siano costituiti da costituenti elementari.
L'ipotesi della teoria di Regge ha consentito la costruzione di teorie delle stringhe, basate sui principi del bootstrap. L'ipotesi aggiuntiva era l'approssimazione della risonanza stretta, che è iniziata con particelle stabili sulle traiettorie di Regge e ha aggiunto l'interazione ciclo per ciclo in una serie di perturbazioni.
Alla teoria delle stringhe fu data un'interpretazione dell'integrale del percorso di Feynman poco tempo dopo. L'integrale di percorso in questo caso è l'analogo di una somma su percorsi di particelle, non di una somma su configurazioni di campo. Anche l'originale formulazione integrale del percorso di Feynman della teoria dei campi aveva poco bisogno di campi locali, poiché Feynman derivò i propagatori e le regole di interazione in gran parte usando l'invarianza e l'unitarietà di Lorentz.